# Сімоіс
Сімоіс (Сімоесій, Самоент; грец. Σιμόεις Simóeis; англ. Simoeis, лат. Simoeis) — річка на Троянській рівнині та ім'я однойменного бога давньогрецької міфології. Як і інші річні боги, Сімоіс був сином Океана та Тетії, мав двох доньок: Астіоха була одружена з Еріхтонієм, інша, Ієромнема, була жінкою Ассарака. Коли боги почали підтримувати Троянську війну, Сімоіс підтримав сторону троянців. Скамандр, інший річковий бог, який також підтримав троянців, покликав Сімоіса на допомогу в його боротьбі проти Ахілла:
|                                     | Допоможи ж мені швидше й з підгірних джерел і поточин Ложе глибоке наповни, бурхливу здіймаючи хвилю, Хай невгамовною повінню рине й несе деревини, З гуркотом котить каміння, й здолаємо дикого мужа, Що пересилює всіх і з безсмертними хоче рівнятись. |
| — Гомер, Іліада, Пісня 21 (311-315) | |

Та перед тим, як Сімоіс відреагував, Гефест зумів врятувати Ахіллеса, поливши ріку вогнем. Це і зупинило Скамандра.